# عبد الكريم راصع
عبد الكريم يحيى راصع طبيب و سياسي يمني ولد في 3 نوفمبر 1958 م محافظة حجة

## المؤهلات العلمية
1. بكالوريوس الطب والجراحة جامعة الأزهر بتقدير جيد جدا 1982م.
2. ماجستير طب الأطفال جامعة القاهرة بتقدير جيد جدا 1988م.
3. دكتوراه طب الأطفال جامعة القاهرة 1993م.
4. دورات تدريبية تخصصية متعددة.
5. خبرات علمية تخصصية في المجال الطبي الإداري والأكاديمي.

## المناصب التي تقلدها
- معيد بكلية الطب ـ جامعة صنعاء.
- مدرس وأستاذ مساعد بقسم الأطفال ـ كلية الطب ـ جامعة صنعاء.
- رئيس قسم الأطفال بمستشفى الثورة والكويت الجامعي 2/04/1994م – 1/09/1997م.
- ممثل اليمن في مجموعة أمراض الدم الوراثية لدى الأطفال، منظمة الصحة العالمية سبتمبر 1994م وحتى تاريخية.
- عضو مجلس كلية الطب والعلوم الصحية 2/04/1994 – 01/04/1999م.
- عضو المجلس العربي للاختصاصات الطبية .. مالة طب الأطفال ديسمبر 1996 أكتوبر 1998م.
- رئيس لجنة الخبراء لاستئصال شلل الأطفال بالجمهورية اليمنية منذ 1997-2003م.
- أستاذ مشارك بقسم الأطفال بكلية الطب بجامعة صنعاء 29/12/1999م.
- نظير خبير مع منظمة الصحة العالمية في مجال استئصال شلل الأطفال ابريل2003م.
- أستاذ طب الأطفال بكلية الطب جامعة صنعاء 15/06/2003م أول أستاذ طب أطفال في الجمهورية اليمنية.
- رئيس جامعة عدن من 15/09/2003م حتى 11/02/2006م .
- رئيس مجالس إدارة المجلات العلمية المحكمة .
- وزير الصحة العامة والأسكان 2007
- نائب رئيس اللجنه العليا لاغاثه النازحين في 25 اغسطس 2009